# Mabel épouse Fatty
 (juillet 2025).
Pour plus de détails, voir Fiche technique et Distribution.
Mabel épouse Fatty (titre original : Mabel, Fatty and the Law) est une comédie burlesque américaine réalisée par Roscoe Arbuckle sortie en 1915.

## Synopsis
Mabel, surprenant son époux Fatty en train de fricoter avec la servante, lui fait une scène de ménage avant de lui proposer une balade en guise de réconciliation. 
Au même moment, un autre couple connaît une dispute, Madame découvrant Monsieur en train de séduire la femme de ménage ; à la suite de cet incident tous deux ont également l'idée d'aller se promener. 
Une fois arrivés dans un parc, les deux maris vont tour à tour et par une étrange coïncidence séduire la femme de l'autre, sans rien savoir des avances que connaît leur propre femme.
Mabel quittera cependant précipitamment son amant après avoir fui des policiers les ayant surpris en train d'enfreindre l'interdiction de câlinerie en vigueur dans le parc. Fatty et sa nouvelle amie n'auront eux pas cette chance puisque, pris sur le fait, ils seront conduits en détention au poste de police. Leurs époux respectifs découvrant cette tromperie au moment de venir les chercher, chaque couple prendra finalement conscience que cette promenade n'était pas une si bonne idée.

## Fiche technique
- Titre : Mabel épouse Fatty
- Titre original : Mabel, Fatty and the Law
- Autre titre aux États-Unis : Fatty's Spooning Days[1]
- Réalisation : Roscoe Arbuckle
- Scénario : Rob Wagner
- Producteur : Mack Sennett
- Société de production : The Keystone Film Company
- distribution : Mutual Film Corporation
- Pays d'origine :  États-Unis
- Langue : intertitres anglais
- Format : Noir et blanc — 35 mm — 1,37:1 — Muet
- Genre : Comédie
- Durée : 12 minutes (une bobine)
- Dates de sortie : 
  -  États-Unis 28 janvier 1915

## Distribution
- Roscoe "Fatty" Arbuckle : Fatty
- Mabel Normand : la femme de Fatty
- Harry Gribbon : Hubby
- Minta Durfee : la femme de Hubby
- Joe Bordeaux :
- Glen Cavender :
- Josef Swickard :
- Alice Davenport :
- Al St. John :
- Frank Hayes : le policier dans l'arbre.